# Río Cisnes
Río Cisnes är ett vattendrag i Chile.   Det ligger i regionen Región de Aisén, i den södra delen av landet, 1 300 km söder om huvudstaden Santiago de Chile. Vattendraget mynnar ut i Puyuhuapikanalen. 
I omgivningen kring Río Cisnes växer i huvudsak blandskog och är nästan obefolkad, med mindre än två invånare per kvadratkilometer.